# Sommeri
Sommeri es una comuna suiza del cantón de Turgovia, situada en el distrito de Arbon. Limita al norte con la comuna de Güttingen, al este con Kesswil y Hefenhofen, al sur con Amriswil, y al oeste con Erlen y Langrickenbach.

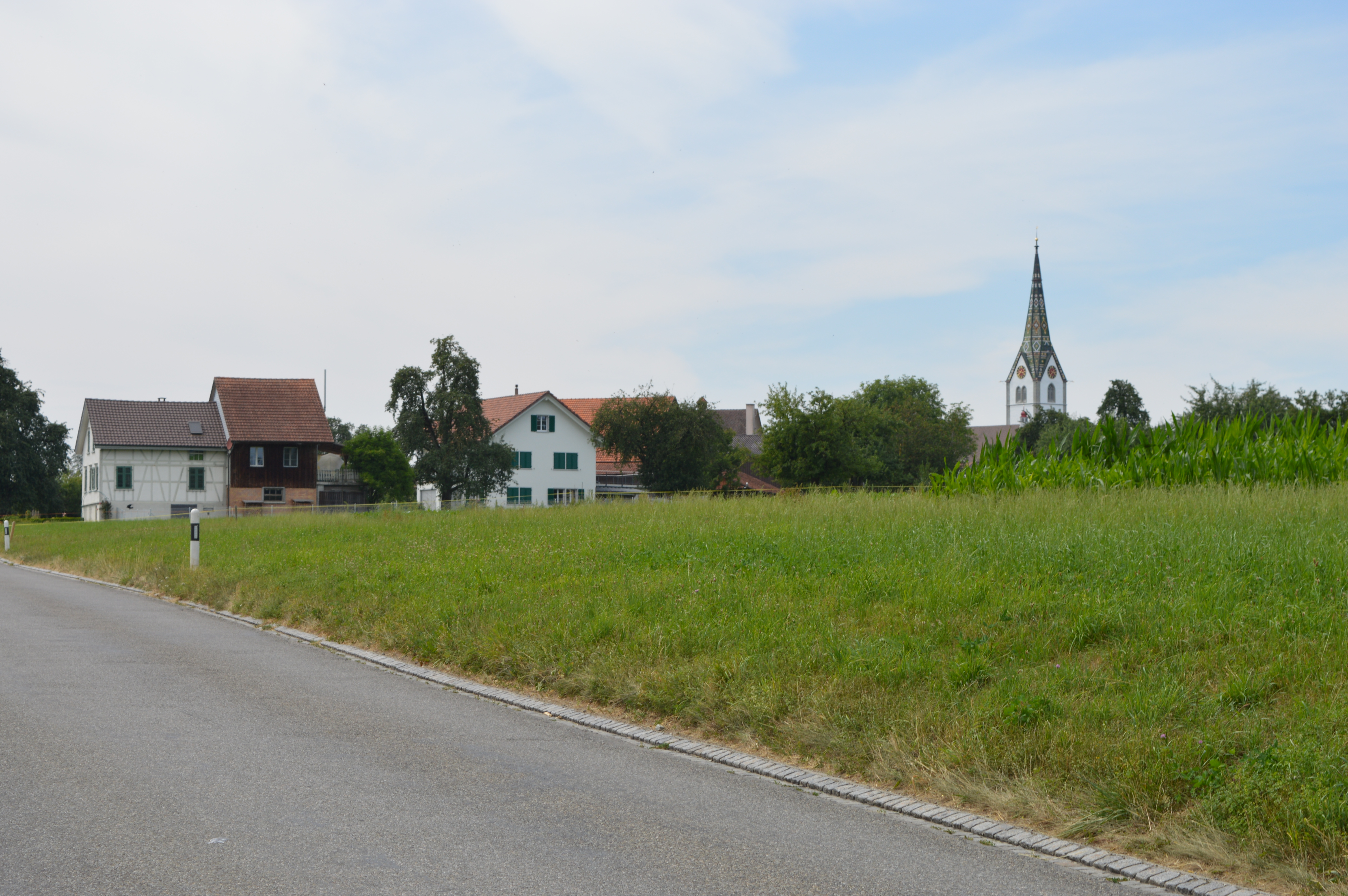
Sommeri